# Tectaria coadunata
Tectaria coadunata là một loài thực vật có mạch trong họ Dryopteridaceae. Loài này được (Wall. ex Hook. & Grev.) C. Chr. miêu tả khoa học đầu tiên năm 1931.